# アンドレ・ヴェイユ
アンドレ・ヴェイユ（André Weil, 1906年5月6日 - 1998年8月6日）は、フランスの数学者で、20世紀を代表する数学者の一人である。思想家のシモーヌ・ヴェイユは妹、児童文学者のシルヴィ・ヴェイユは娘である。

## 生涯
ユダヤ人ブルジョワ家庭の長男としてパリに生まれ育つ。父方はアルザスのユダヤ人の家系で、普仏戦争時にパリに逃れた。母方はガリツィアのユダヤ人の家系。学生時代にはインドに関心を寄せ、サンスクリット語を勉強していた。高等師範学校卒業。1928年、パリ大学博士。博士学位論文は既にモーデル・ヴェイユの定理を含むものであった。
博士号取得後はボンベイ（ムンバイ）にあるアリーガル・ムスリム大学の教授となり、また、同地でインド哲学を学んだ。
その後、フランスに戻り、ストラスブール大学教授となった。このときの同僚にアンリ・カルタンがおり、これがきっかけで学生時代の友人たちと数学者集団ブルバキを結成した。ブルバキは数学全体を再構成するべく数学原論を刊行し、20世紀の数学に強い影響を与えた。
兵役拒否など戦争中の体験から無実の罪で処刑されそうになるが、初代フィールズ賞受賞者のアールフォルスに助けられ1941年にアメリカに亡命し、最初は米軍の学校で教えていたが学生の程度が低かったため、退職してブラジルへ再移住し、サンパウロ大学教授に就任。以後、南米の数学者と、ブルバキを中心とするフランスの数学者は、いくらかの関係を持つこととなる。
1944年にパリが解放されると、翌年6月20日に帰仏した。1947年に再びアメリカに渡り、シカゴ大学やプリンストン高等研究所などで研究生活を送った。

## 年表
- 1906年5月6日：パリに生まれる。
- 1918年：リセ・サン・ルイに入学。
- 1922年：エコール・ノルマルに合格。
- 1925年：教授資格を得る。
- 1928年：パリ大学で博士号を取得する。学位論文は“L'arithmétique sur les courbes algébriques”（「代数曲線上の数論」）。
- 1930-1932年：インドのアリガル大学教授。
- 1933-1939年：ストラスブール大学教授。
- 1937年：エヴリンと結婚。
- 1939年11月：フィンランドでソ連のスパイとして逮捕される。帰仏後にルーアンの軍事監獄に収容。
- 1940年：軍務不服従の裁判にかけられる。
- 1941年：アメリカ合衆国へ渡る。
- 1945-1947年：ブラジルのサンパウロ大学講師。
- 1947-1958年：シカゴ大学教授。
- 1958-1976年：プリンストン高等研究所教授。
- 1976年：プリンストン高等研究所名誉教授。
- 1986年5月24日：妻エヴリンが歿する。
- 1998年8月6日：プリンストンにて歿する。

## 受賞歴
- 1979年：ウルフ賞数学部門
- 1980年：スティール賞
- 1994年：京都賞基礎科学部門

## 業績
数論、代数幾何学に大きな業績を残した。ヴェイユ予想は数論と代数幾何学の深いつながりについて予想したもので、リーマン仮説の類似の一つであるが、その後のセールやグロタンディークの活躍につながるものである。またヴェイユ予想の解決は20世紀の数学の大きな出来事でもあった。
彼はブルバキの中心的なメンバーであった。ヨーロッパの多くの言語に通じていて、サンスクリットの『バガヴァッド・ギーター』は彼の愛読書だった。空集合の記号 Ø も彼の考え出したものだが、これはノルウェー語のアルファベットの一つである。数学史に関する造詣も非常に深く、その一端はブルバキの『数学史』からもうかがい知ることができる（ブルバキに数学史を載せることは彼の発案で始まった）。またブルバキの数学史に関する記述は大半がヴェイユとデュドネによるものともいわれ、単著でも数学史に関する著作も多い。
主著は『代数幾何学の基礎』、『アーベル多様体と代数曲線』、『代数曲線とそれに関する多様体』。この他に、自伝や数学史の著作もある。

### ヴェイユと日本人数学者
シカゴ大時代、ヴェイユは小平邦彦、岩澤健吉らの訪問及び手紙のやり取りを通じて日本人数学者達と次第に親密な関係を結んでいった。その中の一人、中山正（元名古屋大教授）に対しては「中山は1951年に、私の命ではないが名誉を救ってくれた」と述べている。それは日本の数学者達の求めに応じて高木貞治記念号への寄稿予定であった類体論に関する証明に対してのことである。当時アーバナにいた中山はヴェイユの証明中に誤りを見出し、既に東京に送られていたヴェイユ原稿の刊行前での改正に大きく貢献した。それらもあり、ヴェイユは日本での数論のシンポジウムへの招待に対して「とりわけ嬉しく思った」としている。結果も、「見事で楽しくまた実り多い会議」と述べている。その中で、志村五郎、谷山豊の虚数乗法理論のアーベル多様体への拡張へのアイデアがヴェイユと共通しており、かつ三者で補い合う関係にあった為に、自身の新しいものとばかり信じていたヴェイユを大いに驚かせている。

### 谷山豊によるヴェイユ評
谷山・志村予想の発案者でもある日本の数学者、谷山豊はヴェイユを評して「歯に衣を着せない」、「その批判は辛辣である」、「温厚な大先生方には余り評判は宜しくない」とする一方で「それを一概に排斥しないだけの自由な空気がなかったならば、数学は窒息してしまったであろう」としている。そしてヴェイユの大胆な推測、ハッタリではないかと思われかねない発言に対し「凡眼を以って、天才の思想を云々するのは危険であろう」と記している。谷山はヴェイユの才能を第一はclassicな理論の中から本質を鋭く見抜き、何が、いかに抽象化され一般化されるべきかを問う能力、第二に、それを実行に移す際に山積する障害に対し、挫折したり迂回路を取ることなく、障害を一つ一つ強引にねじ伏せる腕力と息の長さであると評し、「奇麗事が好きで腕力の弱い我が国の多くの数学者」に対する頂門の一針であるとした。

### エピソード
同時代の数学者・数理物理学者ヘルマン・ヴァイル（Hermann Weyl）と名前が似ていることから、「後世の数学史家は、私と彼が同一人物なのかをめぐって激しい議論をすることになるだろう」と冗談を言っている。
ヴェイユは応用数学（同時代的には、数学と物理学の組み合わせは一種の花形であった）には興味が無いとしていた。しかし、人文科学者を含めて交友はあり、友人の人類学者であるクロード・レヴィ＝ストロースからのオーストラリア北端のムルンギン族の婚姻制度の組合せ問題の解決依頼に対して協力している。ヴェイユはこの問題を、婚姻のかたちを二つの元が生成するアーベル群に抽象化して整理できると見抜き解決した。この件により「ムルンギン族に対しある種の愛情を感じるようになった」と後に認めている。
ヴェイユはブルバキの初期メンバーで有名だが、彼自身そのことを非常に誇らしく思っており、娘の名前もニコラ・ブルバキからとってNicoletteと名付けるほどであった。
数学は少数の天才によって進歩するのであって、2流以下の数学者たちは共鳴箱にすぎないとも言っている
。

## 著作

### 単著
- 『数学の将来』彌永昌吉訳、1948年。
- 『数学の創造　著作集自註』杉浦光夫訳、日本評論社〈数セミ・ブックス 4〉、1983年7月。ISBN 4-535-60204-2。
- 『数論　歴史からのアプローチ』足立恒雄・三宅克哉訳、日本評論社、1987年12月。ISBN 4-535-78160-5。
- 『アンドレ・ヴェイユ自伝　ある数学者の修業時代』稲葉延子訳、シュプリンガー・フェアラーク東京、1994年5月。ISBN 4-431-70659-3。
  - 『アンドレ・ヴェイユ自伝　ある数学者の修業時代』 上、稲葉延子訳（増補新版）、シュプリンガー・フェアラーク東京〈シュプリンガー数学クラブ 第12巻〉、2004年5月。ISBN 4-431-71109-0。
  - 『アンドレ・ヴェイユ自伝　ある数学者の修業時代』 下、稲葉延子訳（増補新版）、シュプリンガー・フェアラーク東京〈シュプリンガー数学クラブ 第13巻〉、2004年5月。ISBN 4-431-71110-4。
  - 『アンドレ・ヴェイユ自伝　ある数学者の修業時代』 上、稲葉延子訳（増補新版）、丸善出版〈シュプリンガー数学クラブ12〉、2004年5月。ISBN 978-4-621-06390-3。
  - 『アンドレ・ヴェイユ自伝　ある数学者の修業時代』 下、稲葉延子訳（増補新版）、丸善出版〈シュプリンガー数学クラブ13〉、2004年5月。ISBN 978-4-621-06393-4。
- 『初学者のための整数論　M.ローゼンリヒトの協力の下に』片山孝次・田中茂・丹羽敏雄・長岡一昭訳、現代数学社、1995年3月。ISBN 4-7687-0309-7。
  - 『初学者のための整数論』片山孝次・田中茂・丹羽敏雄・長岡一昭訳、筑摩書房〈ちくま学芸文庫Math＆Science〉、2010年9月。ISBN 978-4-480-09315-8。
- 『アイゼンシュタインとクロネッカーによる楕円関数論』金子昌信訳、シュプリンガー・フェアラーク東京〈シュプリンガー数学クラブ 第16巻〉、2005年9月。ISBN 4-431-71169-4。
  - 『アイゼンシュタインとクロネッカーによる楕円関数論』金子昌信訳、丸善出版〈シュプリンガー数学クラシックス16〉、2005年9月。ISBN 978-4-621-06374-3。
- 『位相群上の積分とその応用』齋藤正彦 訳、平井武 解説、筑摩書房〈ちくま学芸文庫〉、2015年6月10日。ISBN 978-4-480-09665-4。 - ルイ13世王朝風の擬古文体で書かれた冒頭の献辞の翻訳は杉本秀太郎による。

### 論文集
- Weil, André (March 2009) (English, French, German). Œuvres Scientifiques / Collected Papers. Volume 1 (1926-1951) (2nd printing edition ed.). Springer. ISBN 978-3-540-85888-1
- Weil, André (March 2009) (English, French, German). Œuvres Scientifiques / Collected Papers. Volume 2 (1951-1964) (2nd printing edition ed.). Springer. ISBN 978-3-540-87735-6
- Weil, André (March 2009) (English, French, German). Œuvres Scientifiques / Collected Papers. Volume 3 (1964-1978) (2nd printing edition ed.). Springer. ISBN 978-3-540-87737-0